# Etobema forbesi
Etobema forbesi är en fjärilsart som beskrevs av Druce 1899. Etobema forbesi ingår i släktet Etobema och familjen tofsspinnare. Inga underarter finns listade i Catalogue of Life.